# Alexander Fadejew (Biathlet)
Alexander Fadejew (russisch Александр Фадеев; * 22. Januar 1983) ist ein ehemaliger kasachischer Biathlet.
Alexander Fadejew begann schon 1988 mit dem Biathlonsport und gab sein internationales Debüt im Rahmen der Junioren-Weltmeisterschaften 2001 in Chanty-Mansijsk. Er wurde dort 49. des Einzels, 31. des Sprints, 46. der Verfolgung und 18. im Staffelrennen. 2002 nahm er in Ridnaun erneut an der Junioren-WM teil, wo er 54. des Einzels wurde und im Sprint und dem Verfolgungsrennen 46. wurde. 2003 folgte das Debüt im Biathlon-Weltcup. In Oberhof wurde Fadejew im Sprint 93. Im weiteren Verlauf der Saison kam er mit Jelena Dubok, Igor Selenkow und Wiktorija Afanassjewa in einem Mixed-Staffelrennen in Ruhpolding als Schlussläufer auf den sechsten Platz. Erster Saisonhöhepunkt wurden die Winterasienspielen 2003 in Aomori, wo der Kasache Neunter des Sprints, 15. der Verfolgung und Vierter mit der Staffel wurde. Letztes internationales Rennen wurde der Sprint bei den Biathlon-Weltmeisterschaften 2003 in Chanty-Mansijsk, bei dem Fadejew 87. wurde und damit zugleich sein bestes Weltcup-Resultat erreichte.

## Biathlon-Weltcup-Platzierungen
Die Tabelle zeigt alle Platzierungen (je nach Austragungsjahr einschließlich Olympische Spiele und Weltmeisterschaften).
- 1.–3. Platz: Anzahl der Podiumsplatzierungen
- Top 10: Anzahl der Platzierungen unter den ersten zehn (einschließlich Podium)
- Punkteränge: Anzahl der Platzierungen innerhalb der Punkteränge (einschließlich Podium und Top 10)
- Starts: Anzahl gelaufener Rennen in der jeweiligen Disziplin
- Staffel: inklusive Mixed- und Single-Mixed-Staffeln

| Platzierung | Einzel | Sprint | Verfolgung | Massenstart | Staffel | Gesamt |
| ----------- | ------ | ------ | ---------- | ----------- | ------- | ------ |
| 1. Platz    |        |        |            |             |         |        |
| 2. Platz    |        |        |            |             |         |        |
| 3. Platz    |        |        |            |             |         |        |
| Top 10      |        |        |            |             | 1       | 1      |
| Punkteränge |        |        |            |             | 1       | 1      |
| Starts      |        | 3      |            |             | 1       | 4      |